# Haplopteris guineensis
Haplopteris guineensis là một loài dương xỉ trong họ Pteridaceae. Loài này được Desv. E.H. Crane mô tả khoa học đầu tiên năm 1997.